# Thor dicaprio
Thor dicaprio (лат.) — вид креветок из семейства Thoridae (Decapoda). Назван в честь известного актёра и экологического активиста Леонардо Ди Каприо за его постоянное участие в защите биоразнообразия планеты.

## Распространение
Западные воды Атлантического океана. Встречается по всему Карибскому морю, с находками и/или фотографиями из Колумбии (Санта-Марта), Панамы (Бокас-дель-Торо), Гондураса (Утила), Белиза, Мексики (например, Косумель), Кубы (Исла-де-ла-Хувентуд), Каймановых островов, Американских Виргинских островов, Антигуа, Сен-Мартен, Мартиника, Доминика, Гваделупа, Барбадос, Тобаго, Бонайре и Кюрасао; Мексиканский залив (Flower Garden Banks off Texas); южная Флорида (включая Флорида-Кис); Багамы (Большой Багама); Бермудские острова; а также некоторые прибрежные районы северной и восточной Бразилии (North Chain, Fernando de Noronha Chain, Trindade e Martim Vaz).

## Описание
Мелкие настоящие креветки (около 1 см). Вид Thor dicaprio можно отличить от всех других членов комплекса Thor amboinensis по двум отличиям в цветовой гамме и небольшому различию в размере и строении гениталий. Заметные красно-белые полосы жгутиков усиков, по-видимому, являются наиболее ярким диагностическим признаком нового вида. Кроме того, T. dicaprio образует генетически отличительную, гомогенную кладу тропической западной Атлантики с парными генетическими расстояниями COI от других клад в диапазоне от 8,8 % до 19,2 %. Цветной рисунок креветки состоит из больших, округлых или яйцевидных, сильно контрастирующих пятен преимущественно белого и бледно-жёлтого цвета с голубоватыми и серыми тонами, ограниченных узким бледно-голубым кольцом на преобладающем коричневом фоне. Общий фон тела варьируется от шоколадно-коричневого до коричнево-оранжевого или коричнево-зеленоватого. Рострум слегка опущен, не достигает дистального края первого (базального) членика усикового стебелька; дорсальный край вооружён 3—4 зубцами, самый задний зубец обычно меньше и расположен немного позади заднего края орбиты; вентральный край с субдистальным зубцом, последний маленький или величиной с апикальный зубец, образующий раздвоенную вершину рострального зуба. Надглазничный зуб отсутствует; усиковый зубец хорошо обозначен, отчётливо отделён от вентрального угла орбиты и выходит за него; птеригостомиальный край угловатый, часто с мелким зубцом. Мандибулы слегка асимметричны; резцовый отросток узкий, дистальный край косо усечённый, вооружён 4—5 очень маленькими зубцами. Максиллула с дистально двулопастным щупиком; дорсальная доля с тонкой щетинкой; вентральная лопасть с более толстой жёсткой щетинкой. Максилла с базальным эндитом («мезиальная лациния»), несущая глубокую щель; эндопод (щупик) двудольный, но не разделённый; скафогнатит довольно широкий.

## Биология
Особенности поведения и экологии остаются малоисследованными. Нет никаких свидетельств того, что T. dicaprio это «креветка-чистильщик», несмотря на её яркую окраску (включая заметные красно-белые полосатые жгутики усиков). За более чем 16 часов погружений и наблюдений на месте авторы исследования ни разу не видели, чтобы этот вид «чистил» рыбу. Thor dicaprio и другие члены комплекса T. amboinensis ассоциируются с широким спектром кишечнополостных хозяев или обитают в небольших трещинах скал, по-видимому, без хозяина. Нахождение ассоциаций с не кишечнополостными хозяевами (например морские лилии или губки) — редкость и, скорее всего, случайность. Наиболее частыми хозяевами этих креветок являются различные настоящие морские анемоны отряда Actiniaria, особенно в Атлантическом океане.
Thor dicaprio может считаться симбиотическим универсалом, как ранее предполагал Чейс (1972), хотя с явным предпочтением нескольким видам морских анемонов. На Багамских островах (Большой Багама) встречаемость T. dicaprio на морских анемонах довольно низка, на уровне 20 % и 13 % у Lebrunia neglecta и Bartholomea annulata, соответственно, и обычно только с одной или двумя креветками, но не более чем с двумя креветками на ветреницу. В отличие от Багамских островов, в Белизе встречаемость T. dicaprio на крупном и неоднородном по структуре анемоне Stichodactyla helianthus высокая (~ 66 %). Креветки обитают в этом анемоне большими группами; На одной особи хозяина наблюдали до 11 особей. Группы не демонстрируют особо сложной социальной структуры. Соотношение полов в популяции в целом смещено в сторону самцов. Thor dicaprio может использовать различные микросреды хозяина. Чаще всего креветки остаются на субстрате ближе к периферии щупалец хозяина.
Поза и поведение T. dicaprio по существу такие же, как и у большинства других членов комплекса T. amboinensis. Плеон остаётся согнутым вверх (дорсально) и почти постоянно изгибается вверх/вниз или по кругу, что привело к его популярным названиям «sexy shrimp» («сексуальные креветки») и «dancing shrimp» («танцующие креветки»).
Thor dicaprio — протандрический гермафродит, то есть все креветки сначала созревают как самцы, а позже меняют свой пол на самок. Предварительные данные позволяют предположить, что T. dicaprio демонстрирует «поисковую неразборчивость» как систему спаривания, но этот вывод требует подтверждения экспериментально. В Белизе на необычно крупных самцах иногда паразитирует неописанный вид равноногих (семейство Entoniscidae). Уровни заражённости были одинаково низкими между полами, примерно 11-12 %.
Очевидная иерархия доминирования существовала в наблюдаемых группах T. dicaprio, при этом крупные (обычно самки) особи преобладают над более мелкими (самцы или более мелкие самки). Например, когда большие креветки паслись и приближались к другим, более мелким креветкам, последние удалялись либо быстро, либо медленно с пути крупной особи. Однако никаких агонистических столкновений (например, драк между особями) не наблюдалось.

## Таксономия
Вид был впервые описан в 2021 году. Ранее его популяции рассматривались в составе комплексного вида Thor amboinensis (De Man, 1888) и с 1972 года фигурировали в статьях (например: Chace, 1972; Sterrer, 1986), включая рисунки и фотографии.

## Этимология
Вид Thor dicaprio назван в честь известного актёра и экологического активиста Леонардо Ди Каприо за его постоянное участие в защите биоразнообразия (включая коралловые рифы и другие морские тропические среды обитания) в рамках различных природоохранных проектов и за привлечение большего внимания к катастрофическим последствиям глобального изменения климата. Предложено англоязычное название: Leonardo DiCaprio’s sexy shrimp.